# 1385 هـ
1385 هـ هي سنة في التقويم الهجري امتدت مقابلةً في التقويم الميلادي بين سنتي 1965 و1966.

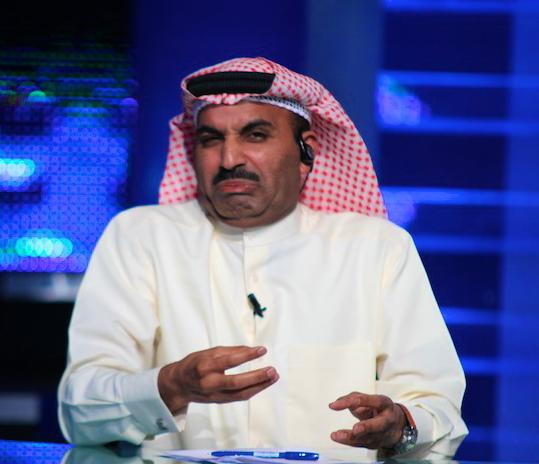
طارق العلي

## أحداث
- 2 محرم - رائد الفضاء الأمريكي ريد وايت يقوم بأول مشي في الفضاء.
- 13 محرم - جمال عبد الناصر يعلن قطع العلاقات بين مصر وألمانيا الغربية، بعد إقامة ألمانيا الغربية علاقات دبلوماسية مع إسرائيل، وجاء هذا الموقف بعد القمة العربية عام (1964م)، وموقف الدول العربية المناهض للمشاريع الإسرائيلية لتحويل مياه نهر الأردن.
- 14 محرم – الصين تفجر قنبلتها النووية الثانية، المصنوعة على يد تشو قوانغ تشاو.
- 19 محرم - سوريا تعلن عن إعدام الجاسوس إيلي كوهين.
- 10 صفر - بداية ثورة ظفار في عُمان.
- 20 صفر - هواري بومدين يشكل مجلسًا عسكريًا في الجزائر. وقرر هذا المجلس عزل أحمد بن بلة عن رئاسة الدولة.
- 25 صفر - خلع حاكم إمارة الشارقة الشيخ صقر بن سلطان القاسمي، وتولي الشيخ خالد بن محمد القاسمي حكم الإمارة مكانه.
- 26 صفر - جمال عبد الناصر يحظى بولاية ثانية لرئاسة مصر.
- 30 صفر - القوات الأمريكية التي أرسلت إلى فيتنام تبدأ أول عملياتها القتالية إلى جانب قوات فيتنام الجنوبية.
- 10 ربيع الآخر - تأسيس جمعية المركز الإسلامي الخيرية في الأردن تحت شعار "خدمة المجتمع"، وتهتم الجمعية بإنشاء المدارس والمستشفيات ورعاية الفقراء.
- 10 جمادى الأولى - بدء اشتعال الحرب بين الهند وباكستان بسبب مشكلة كشمير ذات الأغلبية المسلمة التي استولت عليها الهند، واستمرت الحرب 17 يومًا.
- 11 جمادى الأولى - الهند تغزو باكستان وتقصف مدينة لاهور.
- 23 جمادى الأولى - مجلس الأمن الدولي يصدر قرارا بوقف إطلاق النار بين الجيشين الهندي والباكستاني، والعودة إلى حدود ما قبل النازع على إقليم جامو وكشمير.
- 5 جمادى الآخرة - فشل محاولة انقلاب على الرئيس الإندونيسي أحمد سوكارنو قامت بتواطئ بين الجيش والشيوعيين. وأسفر هذا الانقلاب الفاشل عن سقوط أكثر من نصف مليون قتيل.
- 5 رجب - اختفاء المعارض المغربي المهدي بن بركة في باريس.
- 14 رمضان - انعقاد مؤتمر طشقند لحل النزاع الهندي الباكستاني بشأن مشكلة كشمير، التي اندلعت بسببها عدة حروب بين البلدين.
- 24 رمضان - انقلاب عسكري في نيجيريا قتل خلاله رئيس الوزراء أبو بكر باليوا، وتنصيب الجنرال جونسون أيرونسي رئيسًا للبلاد.
- 28 رمضان - أنديرا غاندي تتولى رئاسة الوزراء في الهند.
- 4 ذو القعدة - اللجنة العسكرية في حزب البعث بقيادة صلاح جديد تنقلب على القيادة القومية في الحزب ومن بينهم مؤسس الحزب ميشيل عفلق ورئيس الجمهورية أمين الحافظ.
- 23 ذو الحجة - سقوط طائرة مروحية تقل الرئيس العراقي عبد السلام عارف تؤدي إلى مقتله في ظروف غامضة وذلك أثناء تحليقها بين القرنة والبصرة.
- 27 ذو الحجة - انتخاب عبد الرحمن عارف رئيسًا للجمهورية العراقية خلفًا لأخيه عبد السلام عارف الذي قتل بحادث طائرة.

## مواليد
- 22 محرم - فوزي المجادي، مناضل كويتي.
- 16 صفر - كريم ماسيموف، سياسي ورئيسُ وزراءٍ كازاخي.
- 21 شعبان - سليمان بوغيث، الناطق الرسمي لتنظيم القاعدة.
- 26 ذو الحجة -
  - يوسف منصور، ممثل ولاعب كونج فو مصري.
  - شمسول مايدن، حكم كرة قدم سنغافوري.
- حاتم بن عارف العوني، دكتور في الشريعة الإسلامية، وداعية سعودي.
- خالد الشمري (حارس مرمى).
- خالد بن عبد الله المصلح، داعية سعودي.
- محمد بن إبراهيم الحمد، داعية سعودي.
- أمثال الحويلة ، وزيرة كويتية.
- أحمد سلامة مبروك
- حسن حجاب الحازمي
- زهير الدرورة
- شويش سعود الضويحي
- طارق العلي
- عبد الدائم الكحيل
- منصور البلوي
- نبيل الفيلكاوي
- هدى حسين
- العنود
- إبراهيم التميمي

## وفيات
- أبو إسحاق إبراهيم اطفيش
- أمين الخولي
- تركي بن محمد بن ماضي
- حسين الكاشاني
- دريني خشبة
- عبد اللطيف الدراجي
- عبد الله بن سليمان الحمدان
- عبد الله بن محمد بن عقيل التميمي
- عبد الهادي الحافظ
- محمد رضا الغراوي
- محمد علي الزهيري
- محمد ندى مطر الحياني
- مصطفى عبد الله طه
- 18 محرم - إيلي كوهين، جاسوس إسرائيلي.
- 19 محرم - محمد البشير الإبراهيمي، مفكر إسلامي جزائري.
- 15 صفر - عزيز علي المصري، عسكري وسياسي مصري من الحركة القومية العربية.
- 1 جمادى الأولى - رشيد علي الكيلاني، رئيس وزراء العراق.
- 26 ربيع الآخر - مصطفى النحاس، رئيس وزراء مصر.
- 7 ربيع الآخر - عبد الحميد بدوي، قانوني مصري وعضو مجمع اللغة العربية بالقاهرة.
- 14 رجب - محمد بن عبد العزيز المانع، عالم دين سني وتربوي سعودي.[5]
- 1 شعبان - عبد الله السالم الصباح، أمير دولة الكويت.
- 7 شعبان - كامل الشناوي، شاعر وصحفي مصري.
- 12 رمضان - خالد العبد الله السالم الصباح، وزير كويتي.
- 23 ذو الحجة - عبد السلام عارف، رئيس العراق.